# Levi-Strauss-Museum

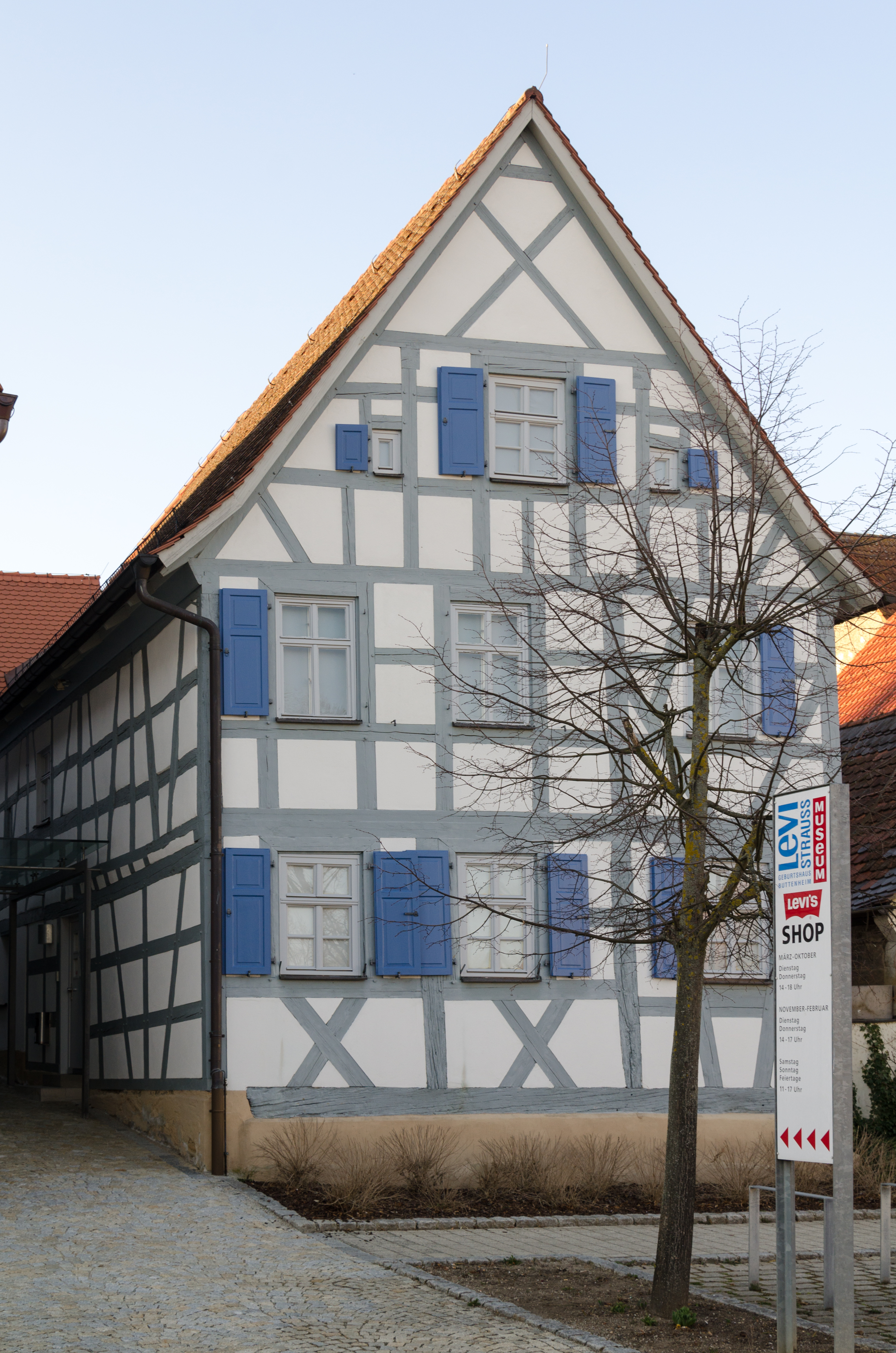
Levi-Strauss-Museum in Buttenheim, Marktstraße 33

Das Levi-Strauss-Museum in Buttenheim wurde im Jahr 2000 im Geburtshaus von Levi Strauss, dem Erfinder der Jeans, eröffnet.

## Gebäudegeschichte
Das ursprünglich eingeschossige Fachwerkhaus wurde um 1687 errichtet. Der giebelständige Satteldachbau wurde 1733 aufgestockt. Levi Strauss wohnte mit seinen Eltern und sechs Geschwistern im Erdgeschoss.

## Museum

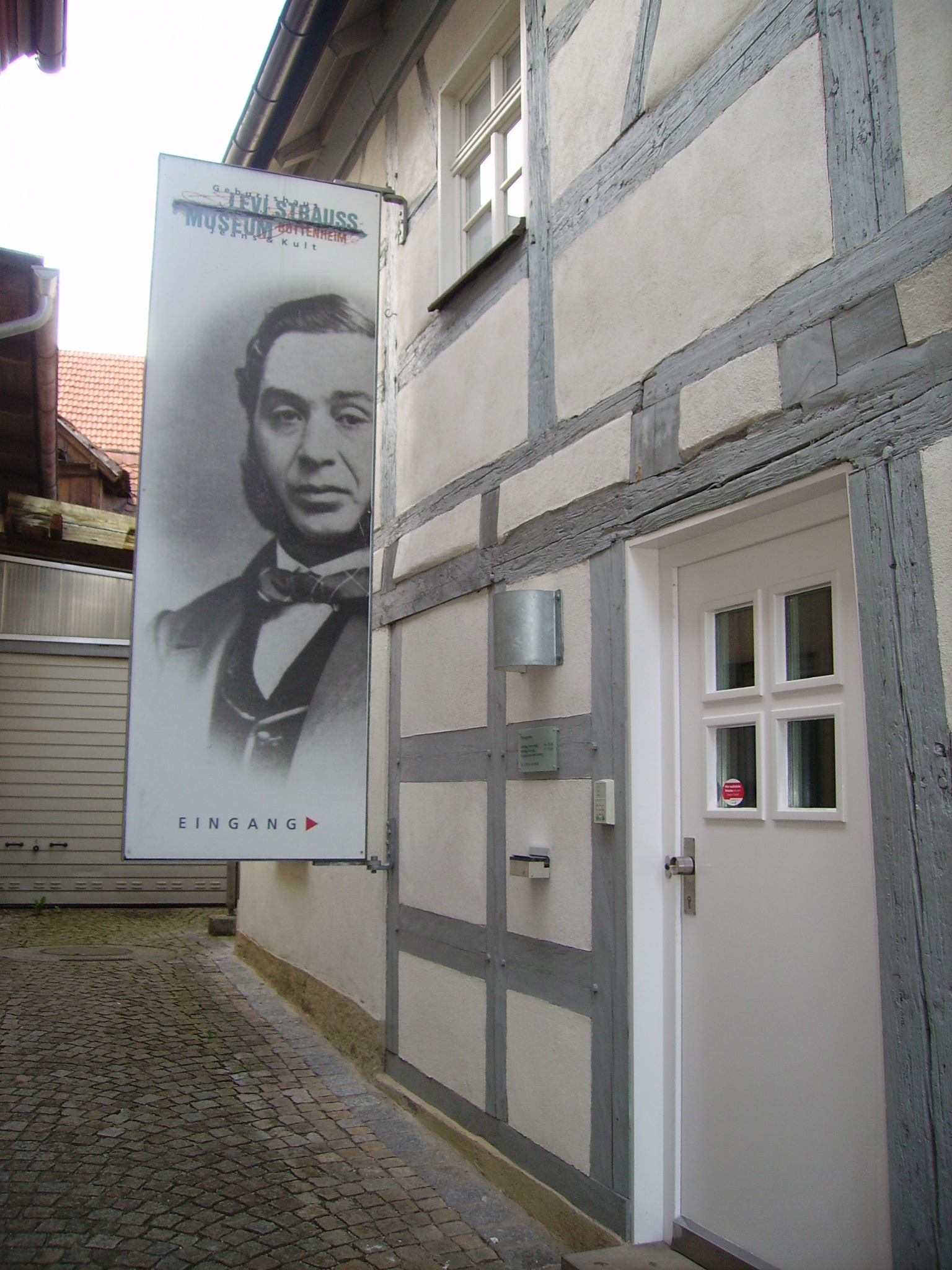
Eingang des Levi-Strauss-Museums

### Geschichte
Der Buttenheimer Gemeinderat beschloss im Herbst 1987, das denkmalgeschützte Haus, Marktstraße 33, eines der ältesten Bauwerke Buttenheims, zu erwerben. Im Jahr 1992 begann die Renovierung des baufälligen Gebäudes und das Museum wurde im Herbst 2000 eröffnet.
Im Jahr 2011 wurde der Ausbau des Nebengebäudes, Marktstraße 31, abgeschlossen. Damit verfügt das Museum über Sonderausstellungs- und Veranstaltungsräume, eine Cafeteria und einen Museumsshop.

### Dauerausstellung
Das Leben von Levi Strauss und die Geschichte der Jeans werden im Museum dargestellt. Der erste Stock widmet sich der Herstellung und Färbung von Denim sowie der Erfolgsgeschichte dieser Hose. Die Dauerausstellung zeigt außerdem die Emigrationsunterlagen der Familie Strauss und die Bekanntgabe der Auswanderung im Amtsblatt (1853). Ebenso wird das Leben und Arbeiten der fränkischen Landjuden im 19. Jahrhundert, von denen viele in die USA auswanderten, gezeigt.

### Sonderausstellungen (Auswahl)
- Judentum in Buttenheim (15. März 2018 – 6. Januar 2019)[1]
- Miss Levi's – „Much more than just blue“ (4. April 2019 – 8. September 2019)[2]
- No Rules – Just Jeans (15. September 2019 – 6. Januar 2020)[3]
- ART in B mit Janosch (19. Januar 2020 – 31. Juli 2020)[4]
- Aus Franken in die Neue Welt – Jüdische Auswanderer im 19. Jahrhundert (22. Juli 2021 – 30. Januar 2022)[5]